# Сёстры от ангелов
Конгрега́ция сестёр от ангелов (лат.  Congregatio Sororum ab Angelis, CSA) — женский монашеский институт папского права. Основан 31 марта 1889 года в Вильнюсе (Вильно) инспектором Высшей духовной семинарии священником Викентием Ключинским (1847—1917), будущим митрополитом Могилёвским (1910—1914). Конституции утверждены Апостольским Престолом в 1913 году.
Титулярным праздником конгрегации является торжество ангелов-хранителей, отмечаемое в Католической церкви 2 октября. Конгрегация особым образом почитает Пресвятое Сердце Иисуса, Деву Марию, взятую на небо и увенчанную небесной славой, Св. Ангелов, Св. Иосифа и Св. Терезу, Младенца Иисуса.

## История возникновения
Конгрегация была создана в трудных исторических условиях. Поместная Католическая церковь на территории Российской империи после варшавского восстания 1863 года была ущемляема в своих правах и возможностях развития. Священник В. Ключинский познакомился с идеей скрытых конгрегаций благодаря блаженному Гонорату Козьминскому OFMcap, которому помогал организовать новые общины в Вильнюсе. Ключинскому понравилась идея скрытого апостольства, однако, познакомившись ближе с деятельностью новых конгрегаций, он заметил, что обычный монастырский уклад рано или поздно выдаёт себя, и деятельность общины сталкивается со многими препятствиями. Новизна замысла о. Винцента была в том, чтобы привлекать в новую конгрегацию просвещённых, образованных женщин и воспитывать их таким образом, чтобы они могли, не обращая на себя внимания, помогать священникам в исполнении их миссии. Деятельность должна была быть направлена на оживление апостольства мирян, чтобы таким образом нести свет веры многим людям. Идея привлечения мирян в дело евангелизации спустя сто лет широко распространилась в Церкви. Однако тогда идея отца Ключинского не умещалась в общепринятые нормы, и впоследствии сёстрам пришлось адаптировать написанные основателем уставы к требованиям канонического права того времени.

## Духовность
Цель института — помощь священникам не только там, где они несут служение, но и там, куда, в силу различных причин, они не имеют доступа. Основатель посвятил конгрегацию Пресвятым Сердцам Иисуса и Марии и отдал под покровительство ангелов-хранителей. Он подчёркивал необходимость первенства внутренней жизни, стяжания смирения, жизни сокрытой в Боге и самоотречения. Высшим законом для монахинь Конгрегации является Евангелие, а правилом поведения — следование Христу в радости. Сёстры с любовью созерцают и стараются наследовать сокрытую жизнь Христа и Его Матери и стремятся проникнуться евангельскими поучениями о простоте и смирении, чтобы как можно лучше выполнять задачи, определённые Основателем. Сёстры ведут сокрытую для мира монашескую жизнь, не носят монашеского облачения, без необходимости не открывают своего призвания. Следуя примеру ангелов-хранителей, которые являются покровителями Конгрегации, сестры призваны всей своей жизнью отдавать честь Богу, а также сопутствовать людям, к которым Бог их посылает на пути возрастания их веры. Устав конгрегации основан на правиле св. Августина. Свидетельство жизни Евангелием в конгрегации сестёр от Ангелов всегда трактовалось как приоритетное направление среди всех видов апостольства, вытекающее непосредственно из харизмы института.

## Развитие Конгрегации
К 1917 году у конгрегации были общины в Вильне, Минске, Санкт-Петербурге, Пскове и других городах. Сёстры организовывали приюты, интернаты, школы шитья и рукоделия, ателье и мастерские. Участвовали в жизни местных католических приходов, вели катехизацию, работали в церковных благотворительных обществах. Когда Минск заняли большевики, сёстры были вынуждены покинуть город (1920). Двадцать лет спустя Литва стала советской республикой. В 1948 году 20 сестёр были арестованы и приговорены к различным срокам в лагерях. Поводом для ареста было то, что монахини дали в своём доме убежище священнику иезуиту византийского обряда. Большая часть сестёр после этого была вынуждена покинуть СССР и уехать в Польшу. Часть монахинь осталась, и они стали для верующих в условиях воинствующего атеизма, свидетелями христианской надежды.
Несмотря на то, что в условиях тоталитарного режима сёстры тщательно скрывали свою принадлежность к монашеской общине даже от самых близких, в конгрегацию приходили новые кандидатки. Сёстры работали в Литве, Белоруссии, а с конца 70-х годов и на Украине. На территориях восточной Белоруссии сёстры от ангелов были единственной действующей монашеской конгрегацией. (В западной части были ещё сёстры-назаретанки, которые также работали в подполье). В одном из городов монахиня, работавшая продавцом, в течение 20 лет была фактически главой местного католического прихода. Она организовывала общую молитву в домах верующих, обучала катехизису, вела подготовку к таинствам, раз в месяц приглашала священника, который служил мессу, исповедовал, совершал все необходимые требы и уезжал. Другая сестра долгие годы помогала настоятелю сельского прихода, руководившему подпольной семинарией, в которой начинали свой путь к священству двое нынешних епископов Белоруссии и многие священники. В советское время все сёстры работали на государственной работе. Среди них были инженеры, медсёстры, хоровой дирижёр и даже водитель трамвая.
В 1991 году сёстры по приглашению епископа Тадеуша Кондрусевича приехали в Москву, где начали своё служение в приходе свв. апп. Петра и Павла. С 1999 года община сестёр от ангелов служит при Кафедральном Соборе Непорочного Зачатия Пресвятой Девы Марии. С 1997 по 2005 г. одна из монахинь преподавала в ВДС «Мария Царица Апостолов» в Санкт-Петербурге.

## Статистика
Согласно данным последнего капитула (2008) конгрегация насчитывает 156 сестёр в 33 общинах на территории Польши, Литвы, Белоруссии, Украины, Чехии, Англии и на миссии в Африке (Руанда, Конго, Камерун).

## Источник
- Annuario Pontificio, Libreria Editrice Vaticana, Città del Vaticano 2003, стр. 1473, ISBN 978-88-209-8355-0.